# Vaccinium intermedium
Vaccinium intermedium là một loài thực vật có hoa trong họ Thạch nam. Loài này được Ruthe miêu tả khoa học đầu tiên.